# Kushe
Kushe (en népalais : कुशे) est une municipalité rurale du Népal située dans le district de Jajarkot. Au recensement de 2011, elle comptait 20 621 habitants.
Elle regroupe les anciens comités de développement villageois d'Archhani, Dhime, Paink, Talegaun et une partie de Pajaru.